# Green Point (udde i Antarktis, lat -67,32, long 59,50)
Green Point är en udde i Antarktis. Den ligger i Östantarktis. Australien gör anspråk på området.
Terrängen inåt land är platt åt sydväst, men åt nordväst är den kuperad. Havet är nära Green Point åt sydost.  Trakten är obefolkad. Det finns inga samhällen i närheten. 